# Jacqueline Boyer
Jacqueline Boyer, född 23 april 1941 i Paris är en fransk sångerska och skådespelare, dotter till Jacques Pils och Lucienne Boyer. Hon vann Eurovision Song Contest 1960 med låten Tom Pillibi med musik skriven av André Popp och text av Pierre Cour. Skivan  blev en internationell framgång, och i Sverige tillbringande den drygt två månader på branschtidningen Show Business försäljningslista, som bäst på 6:a (1 augusti 1960). Svenska versioner gjordes av bl.a. Gerd Persson, Inger Berggren och Marianne Kock.
Boyers tyska version av "Tom Pillibi" öppnade för en karriär i Tyskland, där hon spelade in flera skivor. Störst framgång hade Mitsou (1963) av Christian Bruhn, (svenska versioner av Towa Carson och Lill-Babs). Hon turnerade också med artister som Charles Aznavour, Jacques Brel och Georges Brassens. I USA gjorde hon tv-shower med bl.a. Pat Boone och Perry Como.
Boyer gifte sig 1960 med den franske sångaren och kompositören François Lubian. 1966 skadades Boyer svårt i en bilolycka och hon tvingades avbryta sin karriär. 1970 gjorde hon comeback med ett nytt album och 1972 uppträdde hon på nöjesetablissemanget Olympia i Paris. Det blev också nya turneer i Tyskland, USA, Japan och Storbritannien. 1976 uppträdde hon återigen på Olympia, denna gång tillsammans med modern Lucienne Boyer.
1979 lämnade Jacqueline Boyer Frankrike för att satsa på en karriär i USA under pesudonymen Barbara Benton. 1983 släpptes första skivan, Life is new, och året därpå albumet Time and Time Again. Emellertid uteblev framgångarna och hon återvände till Frankrike, där hon 1988 släppte ett nytt album, Jacqueline Boyer. Hon fortsatte att turnera och släppa skivor. 2005 hyllade hon sin mor Lucienne Boyer i en show kallad Parlez-moi d'amour, som är Lucienne Boyers mest kända inspelning.
Under 2008 och 2009 släppte Jacqueline Boyer två samlingsalbum, det ena för den franska och det andra för den tyska marknaden, med sina största hits och nyinspelat material.

## Filmografi
- Caravan
- Das Rätsel der grünen Spinne
- Gauner-Serenade
- Der Nächste Urlaub kommt bestimmt
- Diabolo menthe